# John Kerr
John Kerr (31. ledna 1950 Washington, D.C. – 18. července 2016 Portland, Maine) byl americký spisovatel. Proslavil se zejména svým dílem Nebezpečná metoda.

## Život
Narodil se v Washingtonu, D.C. Krátce po jeho narození se přestěhovala jeho rodina do New Rochelle, New York. Jeho matka byla Jean Kerr a otec byl Walter Kerr. Měl pět sourozenců - Christopher, Colin (jeho dvojče), Gilbert, Gregory a Kitty.
Vystudoval obor „Klinická psychologie“ na univerzitě v New Yorku.
Pracuje jako redaktor v The Analytic Press (Odborné vydavatelství zaměřené na vydávání publikací a děl s psychoanalytickou tematikou). Podílel se na vydání knihy Freud a historie psychoanalýzy (org. Freud and the History of Psychoanalysis).
Žil střídavě v Bostonu a New Yorku.

## Dílo
- 1993 - Nebezpečná metoda (org. A Most Dangerous Method) – John Kerr zkoumal 8 let, na základě nově objevených dokumentů v polovině 70. let 20. stol., vztah mezi Sigmundem Freudem, Carlem Gustavem Jungem a Sabinou Spielreinovou a vytvořil nový příběh o zrodu psychoanalýzy. Kniha byla zfilmována v roce 2011.